# Dom kulture u Bjelovaru
Dom kulture (nekada bjelovarska sinagoga) je secesijska građevina u kojoj se održavaju kulturna događanja u Bjelovaru.
Prvotno je izgrađena kao židovska sinagoga. Ideja o gradnji potječe iz 1913. godine. U to vrijeme u Bjelovaru je bilo oko 500 Židova. Lokalni tjednik "Nezavisnost" objavio je vijest o ideji projekta 25. srpnja 1913. godine: "...služiti će na ures našem gradu jer će svojom vanjštinom i untrašnjim uređenjem pa i veličinom spadati među veće moderne hramove u Hrvatskoj". Izgradnja je povjerena zagrebačkim arhitektima Deutschu i Hönigsbergu no ipak je prepuštena arhitektu Ottu Goldscheideru. Stil je secesijski. 
U Drugom svjetskom ratu, tragično su stradali gotovi svi bjelovarski Židovi pa je sinagoga preinačena 1951. godine za potrebe kazališta, tako da su uklonjene kupole i vjerska obilježja. Ostala je samo velika Davidova zvijezda u unutrašnjosti na katu. Još jedna obnova bila je 1989. godine.  
Danas se zove "Dom kulture" i u njemu se održavaju razne kulturne manifestacije poput DOKUarta – festivala dokumentarnih filmova i IPEW-a (Međunarodni tjedan udaraljkaša) te raznih koncerata, kazališnih predstava, filmskih projekcija, društvenih događanja, tribina i sl. Zgradu koristi i glazbena škola "Vatroslav Lisinski" iz Bjelovara.